# Light It Up
«Light It Up» — песня американского кантри-певца Люка Брайана, вышедшая в качестве 1-го сингла с его шестого студийного альбома What Makes You Country (2017). Тираж песни к январю 2018 года достиг 164,000 копий в США и она достигла позиции № 1 в кантри-чарте Billboard Country Airplay, где стала его 19-м чарттоппером (или 17-м сольным). Авторами песни выступили Luke Bryan и Брэд Тарси из группы Old Dominion.

## История
Песня получила положительные отзывы музыкальной критики и интернет-изданий: Rolling Stone, NashcountryDaily.
9 сентября 2017 года песня «Light It Up» дебютировала на № 20 в кантри-чарте Country Airplay и на № 21 в чарте Hot Country Songs. С тиражом 18,000 загрузок за два лня она дебютировала на № 3 в чарте Country Digital Song Sales. Спустя неделю она поднялась до № 2 в чарте Country Digital Song Sales с тиражом 22,000 копий в полную неделю продаж. Она также дебютировала на № 76 в американском хит-параде Billboard Hot 100 в дату с 16 сентября 2017 года. К январю 2018 года тираж достиг 164,000 копий в США.
Музыкальное видео вышло 26 октября 2017 года, режиссёр Майкл Монако. В клипе в главной роли снялся олимпийский чемпион баскетболист Джимми Батлер.

## Чарты и сертификации

### Еженедельные чарты
| Чарт (2017)                         | Высшая позиция |
| ----------------------------------- | -------------- |
| Канада (Billboard Canadian Hot 100) | 96             |
| Канада (Billboard Country)          | 3              |
| США (Billboard Hot 100)             | 57             |
| США (Billboard Country Airplay)     | 1              |
| США (Billboard Hot Country Songs)   | 4              |

### Годовой итоговый чарт
| Чарт (2017)                   | Позиция |
| ----------------------------- | ------- |
| США Billboard Country Airplay | 59      |

## Сертификации
| Регион | Сертификация | Продажи   |
| --- | ------------ | --------- |
| Канада (Music Canada) | Платиновый   | 80 000    |
| США (RIAA) | Платиновый   | 1 000 000 |
| * Данные о продажах приведены только на основе сертификации. · ^ Данные о тиражах приведены только на основе сертификации. · Данные о продажах + прослушиваниях приведены только на основе сертификации. |              |           |